# Copper Mountain (Colorado)
Copper Mountain ist ein Census-designated place in Colorado im Summit County. Er liegt auf 2955 Meter Höhe über dem Meeresspiegel und hat eine Größe von rund 83 Quadratkilometern.
Copper Mountain liegt ungefähr 32 Kilometer nordöstlich von Leadville im White River National Forest. Ursprünglich hieß es Wheeler (nach einem lokalen Richter und Unternehmer benannt) und war auch als „Wheeler Station“ bekannt. 1977 wurde der Name Copper Mountain vom Board on Geographic Names festgelegt.
Bekannt ist Copper Mountain durch den gleichnamigen Berg, auf dessen Skigebiet Wintersport-Bewerbe durchgeführt werden.